# Nikołaj Amielin
Nikołaj Michajłowicz Amielin (ros. Николай Михайлович Амелин, ur. 1893 we wsi Wołkoniek w guberni orłowskiej, zm. 1959 w Krasnodarze) – funkcjonariusz radzieckich organów bezpieczeństwa, pułkownik NKWD, zastępca ludowego komisarza/ministra bezpieczeństwa państwowego Kirgiskiej SRR (1943–1947).

## Życiorys
W okresie maj 1915 – grudzień 1917 służył w rosyjskiej armii, od stycznia do października 1918 żołnierz Czerwonej Gwardii w guberni taurydzkiej, w sierpniu 1918 wstąpił do RKP(b). Od listopada 1918 do lipca 1919 czerwony partyzant w guberni taurydzkiej, następnie do maja 1920 w Armii Czerwonej, od czerwca 1920 do stycznia 1921 komisarz (politruk) brygady specjalnego przeznaczenia w Chersoniu, od lutego do października 1921 szef wydziału organizacyjnego powiatowego komitetu partyjnego w guberni mikołajowskiej, następnie w organach Czeki. W listopadzie-grudniu 1921 szef wydziału informacji powiatowej Czeki w Ciurupińsku, potem do lutego 1923 szef Tajnego Wydziału Czeki w guberni mikołajowskiej, od marca 1923 do sierpnia 1924 szef okręgowej Czeki w Pierwomajsku, od sierpnia 1924 do stycznia 1925 zastępca szefa okręgowego OGPU w Mikołajowie, od lutego do maja 1925 szef obwodowego mołdawskiego oddziału OGPU, od czerwca do października 1925 starszy pełnomocnik przedstawiciela OGPU przy Radzie Komisarzy Ludowych w Azji Środkowej. 1925-1930 zastępca szefa Tajnego Wydziału OGPU przy Radzie Ministrów Turkmeńskiej SRR i p.o. szefa tego Wydziału. 4 lipca 1930 – 20 listopada 1931 zastępca szefa OGPU Turkmeńskiej SRR, 22 grudnia 1931 – 8 sierpnia 1933 szef Tajnego Wydziału Politycznego Pełnomocnego Przedstawicielstwa OGPU przy Radzie Komisarzy Ludowych ds. Azji Środkowej, 28 września 1933 – 4 marca 1934 naczelnik sektora operacyjnego OGPU w Czelabińsku, później do czerwca 1934 szef Wydziału Ekonomicznego Pełnomocnego Przedstawicielstwa OGPU przy Radzie Komisarzy Ludowych ZSRR na obwód czelabiński, lipiec 1934 – lipiec 1935 szef Wydziału Ekonomicznego Zarządu Bezpieczeństwa Państwowego (UGB) Zarządu NKWD w Obwodzie Iwanowsko-Przemysłowym, lipiec 1935 – sierpień 1936 szef Wydziału Ekonomicznego UGB Zarządu NKWD w Kraju Stalingradzkim, 25 grudnia 1935 mianowany kapitanem bezpieczeństwa państwowego. W okresie sierpień–grudzień 1936 szef Wydziału Ekonomicznego UGB Zarządu NKWD w Krymskiej ASRR, grudzień 1936 – luty 1937 szef Zarządu Milicji-Robotniczo-Chłopskiej Zarządu NKWD tej republiki i p.o. szefa Zarządu NKWD w tej republice. Luty 1937 – listopad 1938 zastępca ludowego komisarza spraw wewnętrznych Krymskiej ASRR ds. milicji, od 21 czerwca 1938 major milicji, od listopada 1938 do marca 1941 szef Zarządu Milicji Robotniczo-Chłopskiej Zarządu NKWD w Kraju Chabarowskim, następnie do sierpnia 1941 zastępca szefa Zarządu NKWD ds. milicji w tym kraju. Od 1 sierpnia 1940 starszy major milicji, a od 4 stycznia 1942 major bezpieczeństwa państwowego. Od sierpnia 1941 do 13 kwietnia 1942 szef Wydziału Transportu NKWD Kolei Dalekowschodniej. 21 czerwca 1942 – 4 czerwca 1943 szef Zarządu NKWD w obwodzie dżalalabadzkim. 14 lutego 1943 mianowany pułkownikiem bezpieczeństwa państwowego. Od 4 czerwca 1943 do października 1947 zastępca ludowego komisarza/ministra bezpieczeństwa państwowego Kirgiskiej SRR.

## Odznaczenia
- Order Lenina (21 lutego 1945)
- Order Czerwonego Sztandaru (3 listopada 1944)
- Order Czerwonego Sztandaru Pracy (17 grudnia 1930)
- Order Czerwonej Gwiazdy (trzykrotnie - 7 grudnia 1932, 20 września 1943 i 28 lutego 1946)
- Medal „Za zwycięstwo nad Niemcami w Wielkiej Wojnie Ojczyźnianej 1941-1945"
- Odznaka „Honorowy Funkcjonariusz Bezpieczeństwa” (dwukrotnie)